# Photokathode
Eine Photokathode (auch Fotokathode) ist ein  Detektor für Photonen, der unter Ausnutzung des  äußeren photoelektrischen Effektes auftreffende Photonen in freie Elektronen umsetzt.
Photokathoden bestehen aus einer dünnen Halbleiter- oder Metallschicht mit geringer Austrittsarbeit, die in einem evakuierten Gefäß auf der Innenseite eines Fensters  (als transparentem Trägersubstrat) aufgebracht ist. Die Schichtdicke beträgt typischerweise einige 10 nm, sodass die Schichten halbtransparent sind.
Ältere Photozellen trugen die Photokathode innen an der Rückseite des Glaskolbens; die Schichtdicke konnte bei diesen daher höher sein.
Die spektrale Empfindlichkeit variiert je nach Material  und liegt im Bereich zwischen nahem Ultraviolett und nahem Infrarot.
Photokathoden werden außer in Photozellen unter anderem in Bildwandlerröhren, Bildverstärkern, Photomultipliern und Bildaufnahmeröhren eingesetzt.
Photokathoden von Vidicons (Bildaufnahmeröhre) bestehen aus einzelnen, voneinander isolierten Metallinseln. Die Bildinformation entsteht als Ladungsbild und wird mit einem Elektronenstrahl ausgelesen. Umgekehrt können Materialoberflächen hinsichtlich ihrer Struktur und Zusammensetzung untersucht werden, indem man sie als Photokathode im Vakuum mit Licht bestimmter Wellenlängen bestrahlt und so die Austrittsarbeit bestimmt (Photoelektronenspektroskopie).